# Košarkaški Klub Šibenik
El Košarkarški Klub Šibenik va ser un club croat de basquetbol de la ciutat de Šibenik.
El club nasqué amb el nom de KK Šibenka el 1973. Amb aquest nom destacà a inicis dels vuitanta, temps en què arribà a disputar dues finals de la Copa Korac, el 1982 i el 1983. Disputa els seus partits al pavelló Baldekin, amb capacitat per a 2000 espectadors. El club disputà la lliga croata de bàsquet i la lliga Adriàtica de bàsquet. El 2010 es va dissoldre per bancarrota.

## Jugadors històrics
- Drazen Petrovic
- Alexandar Petrovic